# Krasznoviserszk
Krasznoviserszk (oroszul: Красновишерск) város Oroszország Permi határterületén, a Krasznoviserszki járás székhelye. A járás gyémántlelőhelyeiről, a város papíripari kombinátjáról nevezetes.
Lakossága: 16 099 fő (a 2010. évi népszámláláskor).

## Fekvése
A Permi határterület északkeleti részén, Permtől 292 km-re, a Visera (a Káma mellékfolyója) bal partján terül el. Az egyetlen város a folyó mentén, folyami kikötő. A legközelebbi vasútállomás a kb. 100 km-re délre fekvő Szolikamszk, a Perm–Szolikamszk vasútvonal végpontja. 
A város az Északi-Urál nyugati lejtőjén épült. A járás összterületének több mint 15%-a természetvédelmi terület (legnagyobb részét erdő borítja), igazgatósága a városban található.

## Története
Egy 1689-ből származó irat említi először Morcsani falut mint a (korábban gyakran voguloknak nevezett) manysik viserai területeinek határát. Morcsani ma a város egyik lakónegyedének neve. 1894–1897-ben az itteni Vizsaiha településen egy orosz-francia gazdasági társaság kohászati üzemet épített.
A mai város elődjét 1930. áprilisban alapították Vizsaiha és az egykori üzem romjain helyén, amikor a Gulag foglyainak munkájával elkezdődött a cellulóz- és papíripari kombinát és mellette a település építése. 1926-ban azon a területen alakították ki a szolovecki láger (Szoloveckij lager oszobovo naznacsenyija) egyik részlegét, melyet 1929-ben önálló lágerré szerveztek át. Az északi tajgában kialakított VISLON, vagy VisLag, ViserLag (a lágerszervezet nevének rövidítése) 1934. július végéig állt fenn. Akkor a települést összes ingatlanával, barakkjaival együtt átadták a kombinátnak. A láger elítéltjei között volt Varlam Salamov is, ottani élményei alapján írta Visera című „antiregényét”. 
A gyár 1931 őszén kezdett termelni. Körülötte alakult ki a település, mely 1941 elején az akkor létrehozott járás székhelye lett, 1942-ben városi rangot kapott. 1952-ben házgyárat helyeztek üzembe. 1953-ban a kombinátban felszerelték a második papírgyártósort, melyet a legyőzött Németországból szállítottak el, és amely még a 21. század első éveiben is üzemelt. Az 1960-as évek végén épült ki a várost a „külvilággal” összekötő egyetlen, Szolikamszkba vezető országút. Ezt 1991-ben látták el aszfaltburkolattal.  
Az 1960-as évek elején geológiai expedíció kezdte meg működösét, és a járás területén, a Scsugor folyónál megindult a gyémánt ipari méretű kitermelése. Az évtized végén a kitermelést végző vállalat (Uralalmaz) központját Krasznoviserszkbe helyezték át, azóta is ott található.
A várostól 25 km-re délre 1971-ben olajlelőhelyet tártak fel, kitermelését 1983-ban kezdték meg. A lelőhelyen föld alatti atomrobbantásokkal igyekeztek növelni a kinyerhető olaj mennyiségét.

## 1990 után
Krasznoviserszk legfontosabb gazdasági szereplője a papíripari vállalatot birtokló részvénytársaság. Az 1990-es években a kombinát vállalatát részvénytársasággá alakították át. Ezt követően a tulajdonosi struktúra többször változott, a kombinát a csőd szélére került. 2000-es évek elején a kombinátban szünetelt a termelés, 2007-ben kísérletet tettek újraindítására.
A városban élelmiszerfeldolgozó üzemek működnek, és itt találhatók a járási gyámántbányászat (Uralalmaz), az olajbányászat, a viserai erdőgazdaság raktárai, irodái. A szovjet időszakban épült és rendszeres járatokat fogadó városi repülőterén az 1990-es években megszűnt a forgalom.